# Ponta de Trélaporte
A Ponta de Trélaporte - Pointe 3038 de Trélaporte em francês - é um dos cumes do grupo conhecido por Aiguilles de Chamonix no Maciço do Monte Branco, em França.

## Características
O itinerário é conhecido como California Dream como segue:	
- Altitude máxima: 3038m
- Desnível das dificuldades: 450 m
- Orientação principal: Este
- Tempo de percurso: 1 dia
- Cotação global: ED
- Cotação livre: 7a > 6b+
- Qualidade de equipamento local: P3, mas pouco equipado